# Christian Mourier-Petersen (kammerherre)
 Der er flere personer med dette navn, se Christian Mourier-Petersen.
Christian Mourier-Petersen (8. september 1910 på Rugård – 27. februar 1982) var en dansk kammerherre, hofjægermester og godsejer.
Mourier-Petersen var søn af kammerherre, hofjægermester, godsejer Adolph Mourier-Petersen og hustru Anna Sofie Elisabeth Julie f. Malthe-Bruun. Han tog præliminæreksamen fra Viborg Katedralskole 1926, blev forvalter på Rugård 1936, forpagter 1947 og ejede herregården 1950-67.
Han var medlem af lokalrådet for Ebeltoft Sparekasse fra 1949, af repræsentantskabet for Det danske Hedeselskab 1950 (formand fra 1964) og af bestyrelsen 1963 (næstformand samme år), af repræsentantskabet for Landmandsbankens Grenaa-afdeling 1950, af bestyrelsen for Skovbrugets Arbejdsgiverforening for Jylland 1950-70 og for A/S Dansk Frøavls Kompagni og Markfrøkontoret (Trifolium) 1956, af Hyllested-Rosmus Sogneråd 1958-70 samt af bankrådet for Den Danske Landmandsbank fra 1965. Han var Ridder af Dannebrog.
Han blev gift 18. september 1938 med Carola Rubesch (1. juli 1910 i Østrig - ?), datter af oberstløjtnant F. Rubesch (død 1950) og hustru Charlotte f. Klingst (død 1972). 